# Megachile aurata
Megachile aurata är en biart som beskrevs av Mitchell 1930. Megachile aurata ingår i släktet tapetserarbin, och familjen buksamlarbin. Inga underarter finns listade i Catalogue of Life.